# Sobralia helleri
Sobralia helleri är en orkidéart som beskrevs av Alex Drum Hawkes. Sobralia helleri ingår i släktet Sobralia och familjen orkidéer. Inga underarter finns listade i Catalogue of Life.